# Elias Brandel (företagare)

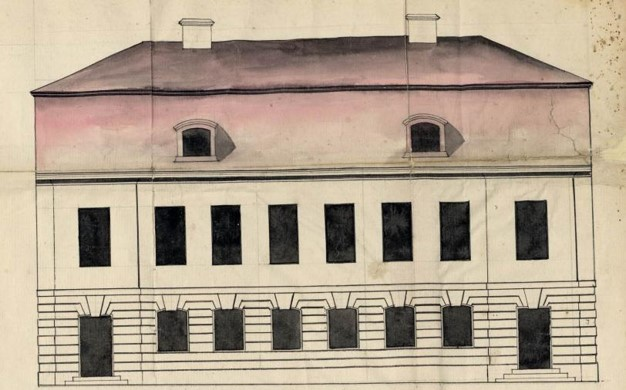
Sockerbruket på Blasieholmen.

Elias Brandel, född 30 december 1707 i Stockholm, död där 18 december 1754, var en svensk företagare och handelsman.

## Biografi
Elias Brandel var son till Hans Brandel (1654–1720) från Breslau i Schlesien, borgare i Stockholm, och Maria Balck (d. 1723). Han gifte sig 1741 med Anna Maria Schütz. Hans bröder Carl Christian och Daniel var verksamma i London respektive Holland, och hans bror Gottfried Brandel var grosshandlare och handelsman i Stockholm. 

### Handelsverksamhet
Elias Brandel var från början Körsnär men startade tidigt handelsrörelse med sin kompanjon Justus Johan Knigge under namnet Knigge & Brandel. Firman gjorde affärer med Ostindiska Kompaniet i Göteborg, vilket utvecklades till en omfattande importverksamhet. Firman upphörde 1736 men de gemensamma affärerna fortsatte långt efter. 

### Bomullsväveri
År 1732 startade Brandel bomullsväveri på Blasieholmen. 1741 flyttades väveriet till Kungsholmen i en nyuppförd fastighet, granne med Kongl. myntet. Den skadades allvarligt vid Kungsholmens brand 1750, men byggdes upp igen året efter. Väveriet hade 54 vävstolar och mer än 160 anställda.

### Sockerbruk
Det Stålarmska huset låg granne med Bååthska palatset på tomten Blasieholmen 93. Där byggde friherre Fabian Löwen 1746 ett sockerbruk, vilket han sålde till Erland Carlsson Broman 1748.   Nuvarande Teatergatan utgjorde infart till brukstomten. Elias Brandel köpte 1751 tomten med bostadshus och sockerbruk. Sockertillverkningen var omfattande och Elias Brandels import av sockerråvaror, bomull och andra kolonialprodukter gjorde honom till Stockholms näst störste importör av kolonialvaror efter Claes Grill.

### Fastighetsägare
Brandel var även fastighetsägare: förutom den Stålarmska fastigheten (nuvarande Blasieholmsgatan 4A och Teatergatan 6) och sockerbruket (Blasieholmsgatan 4B) ägde Brandel en trädgårdstomt på västra sidan Blasieholmsgatan, på vilken Blasieholmskyrkan senare uppfördes. 1752 köpte Elias Brandel även den Palmcreutzska gården vid Strömmen (nuvarande sydöstra hörnet av Grand Hotel), vilken hyrdes ut till tjänstemän.  Efter Elias död köpte änkan Anna Maria Brandel 1761 även granntomten Blasieholmen 94 och 95 (nuvarande Blasieholmsgatan 2).

### Familj
Elias Brandel gifte sig i Göteborg 1741 med Anna Maria Schütz, dotter till Samuel Schütz, handelsman i Göteborg och hans hustru Anna Maria Prunck.  Hennes far Samuel Schütz och hennes bröder Jacob och Johan tillhörde kretsen av framgångsrika handelsmän och brukspatroner som fanns i Göteborg under Ostindiska kompaniets storhetstid.